# Pit People
Pit People est un jeu vidéo de stratégie d'action-RPG du développeur de jeux indépendant The Behemoth. Une version en accès anticipé pour Microsoft Windows et Xbox One sort en janvier 2017 et la version complète est rendue disponible en mars 2018.

## Développement
The Behemoth, fondé en 2003 et située à San Diego, en Californie, est connue pour créer des jeux avec un humour décalé et un style d'art de bande dessinée caractéristique. Le succès de leurs jeux précédents - Alien Hominid, Castle Crashers et BattleBlock Theatre - établit également leur réputation en tant que développeur de jeux indépendants. Alors que BattleBlock Theatre approche de sa sortie en avril 2013, la société commence à travailler sur Pit People sous le nom de code "Game 4" (pour le quatrième jeu du studio). Le nouveau jeu est conçu pour continuer l'histoire de son prédécesseur, les deux mettent en évidence un "ours de l'espace". Son concept original est centré sur l'arène s'intitulant "Pit People".
The Behemoth entreprend de créer un jeu en équipe et développe ses éléments de jeu de stratégie au fil du temps, le combat reposant sur une grille étant développé plusieurs mois après le développement. Il s'agit alors d'un nouveau genre pour l'entreprise, qui s'était auparavant imposée avec des jeux d'action. En 2014, le jeu devient une "aventure coopérative au rythme rapide, au tour par tour, avec des éléments de gestion et de jeu de rôle". Le développement se concentre pour Xbox One et Steam. Alors que le genre est nouveau pour le développeur, le jeu conserve leur style humoristique signature,. L'équipe présente un teaser en août 2014, lorsqu'elle fait ses débuts en tant que démo jouable à l'exposition PAX Prime. Ils sortent leur première bande-annonce un an plus tard, et lancent un test bêta privé en septembre 2016. Les versions du programme Steam Early Access et Xbox One Game Preview sont lancées le 13 janvier 2017. Dans un article de blog, The Behemoth annonce en novembre 2017 son intention de sortir le jeu au cours des premiers mois de 2018. Le 21 février, il est finalement annoncé que le jeu sortirait le 2 mars.

## Accueil
Dans un aperçu début 2015, Polygon écrit que le schéma de contrôle du jeu semble équilibrer l'accessibilité pour les joueurs débutants et les options tactiques pour les vétérans. Ils ajoutent que c'est le titre le plus drôle de l'exposition PAX East. PC Gamer note la folie du jeu et le plaisir d'y jouer. GameSpot décrit son gameplay et son style comme "chaotiques".
Le jeu reçoit des critiques positives lors de sa sortie selon l'agrégateur de critiques Metacritic. Il est nommé pour "Writing in a Comedy" aux National Academy of Video Game Trade Reviewers Awards.